# Округ Мејкон (Илиноис)
Мејкон (енгл. Macon County) је округ у америчкој савезној држави Илиноис.

## Демографија
По попису из 2010. године број становника је 110.768, што је 3.938 (-3,4%) становника мање 2000. године.
| Група             | 2000.          | 2010.          |
| Белци             | 95.128 (82,9%) | 86.822 (78,4%) |
| Афроамериканци    | 16.130 (14,1%) | 18.027 (16,3%) |
| Азијати           | 657 (0,6%)     | 1.118 (1,0%)   |
| Хиспаноамериканци | 1.120 (1,0%)   | 2.072 (1,9%)   |
| Укупно            | 114.706        | 110.768        |